# Список умерших в 936 году

## Январь
- 15 января — Рауль I, герцог Бургундии (921—923), король Западно-Франкского королевства (923—936).

## Июль
- 2 июля — Генрих I Птицелов, герцог Саксонии (912—936), первый король Германии (919—936) из Саксонской династии (Людольфингов)[1].
- 13 июля — Ибн Муджахид, исламский учёный-богослов[2].
- 23 июля — Гильдуин — епископ Льежа (920—921), епископ Вероны (928—932) и архиепископ Милана (932—936)[3].

## Дата смерти неизвестна или требует уточнения
- Андрей Юродивый, константинопольский юродивый, в честь явления которому Богородицы установлен праздник Покрова.
- Бозон, граф Авиньона (911—931), граф Арля (926—931) и маркграф Тосканы (931—936)[4].
- Аль-Мунтахаб аль-Хасан, имам зейдитского государства в Йемене (934—936), четвёртый правитель из династии ар-Расси (Рассиды).
- Теобальд I, герцог Сполето и Камерино (928—936)[5].